# Maid of the Mist
Maid of the Mist é um filme mudo norte-americano de 1915, do gênero drama, dirigido por Joe De Grasse e estrelado por Lon Chaney. O filme é agora considerado perdido.

## Elenco
- Pauline Bush - Pauline
- Ray Gallagher - Ray
- Lon Chaney - Lin, pai da Paulines
- W. H. Buchman - Jed